# Île de Port-Cros
Ne doit pas être confondu avec Parc national de Port-Cros.
L'île de Port-Cros [pɔʁ kʁo] est une des quatre îles d'Hyères, archipel côtier de la mer Méditerranée, dans le département du Var et la région Provence-Alpes-Côte d'Azur. Elle se situe à 1,1 km à l'ouest de l'île du Levant et à 8,3 km au sud du cap Bénat, une pointe rocheuse du littoral de Bormes-les-Mimosas. L'île fait partie de la commune d'Hyères. Longue de 4,2 km sur 2,4 km dans sa plus grande largeur, elle culmine à 199 mètres d'altitude. C'est aussi le point le plus élevé de l'archipel. La présence de sources explique la richesse de sa végétation.
Le parc national de Port-Cros, premier parc maritime européen, créé le 14 décembre 1963, est aussi un parc terrestre, et un lieu de randonnée dans les îles de Méditerranée.

## Présentation

### Géographie

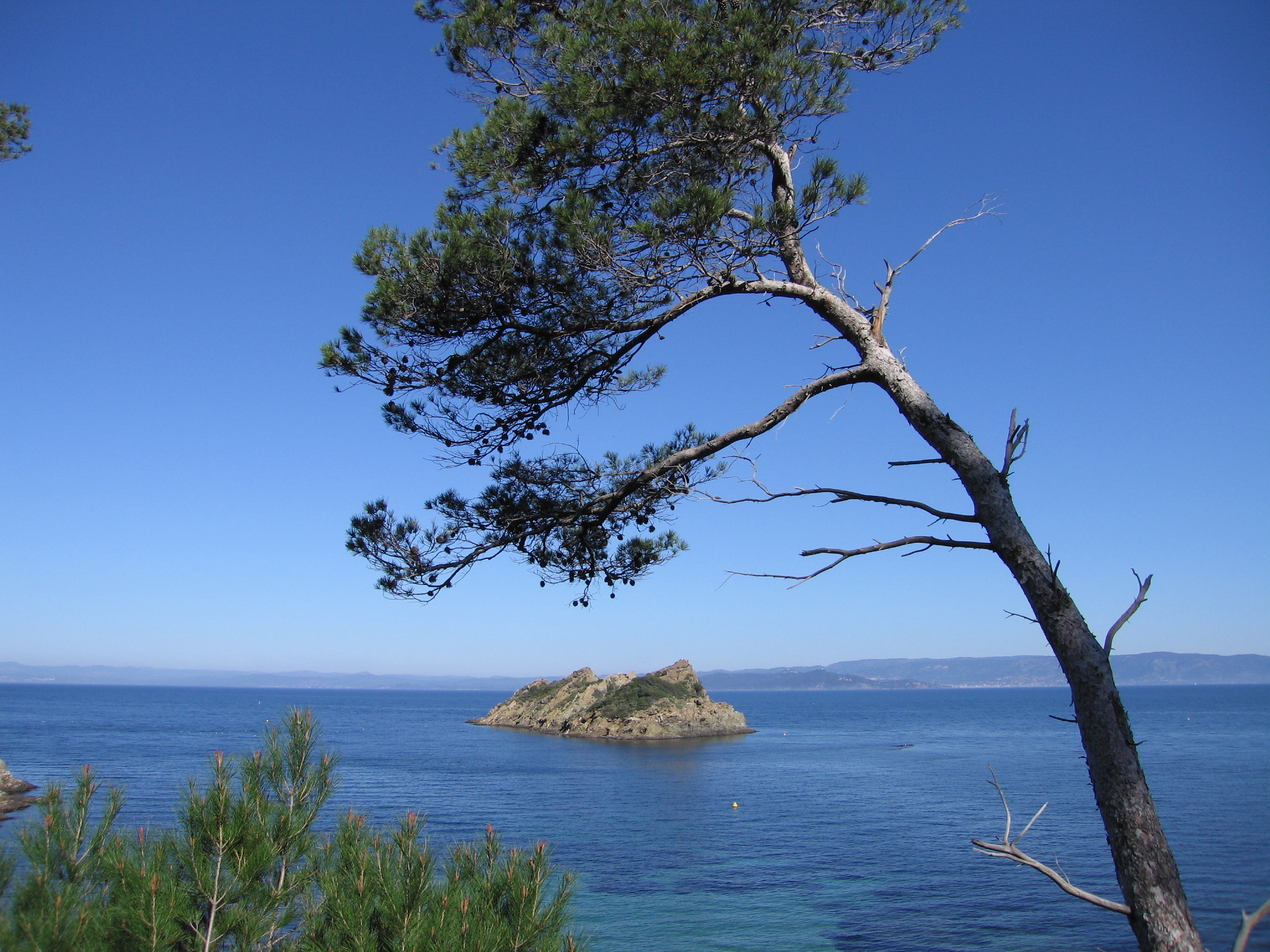
Le rocher du Rascas.

L'île fait partie des îles d'Hyères. Elle mesure 7 km2 de superficie, 4,2 km de longueur et 2,4 km dans sa plus grande largeur. Elle est entourée de l'îlot de la Gabinière, du rocher du Rascas ainsi que de l'île de Bagaud. Elle culmine au Fortin de la Vigie, à 199 m, mais le mont Vinaigre (194 m) est souvent considéré comme le point culminant. La Grande Garde (185 m) et le mont de la Galère (143 m) font aussi partie des plus hautes collines de l'île. 
Port-Cros comptait jadis plusieurs rivières, mais une seule subsiste, dans le Vallon de la Solitude, où une petite retenue existe. Par contre, l'île compte plusieurs sources.

### Géologie
Avec la presqu'île de Giens, les îles de Porquerolles, de Bagaud et du Levant, Port-Cros constitue l'extrémité méridionale émergée du massif des Maures. Le canyon de Stœchades, formé par le lit fossile du Gapeau datant des dernières périodes glaciaires, est le bras de mer séparant l'île du continent.
Si l'on exclu les sédiments quaternaires comme les alluvions du vallon de la Solitude, ou les anciennes dunes datant de périodes glaciaires comme le Tuf, les formations datent du Paléozoïque. L'intensité des transformations métamorphiques croit d'est en ouest, symétriquement au massif des Maures, révélant un gradient métamorphique datant de l'orogenèse hercynienne. Parmi ces roches on compte des micaschistes et quartzites, à l'origine des argiles et des sables, ou encore des amphibolites (anciennes roches volcaniques) à la pointe de La Palud, des orthogneiss (ancien granite) de la Marma, et de la collobriérite (ancien minerai de fer).

### Sites

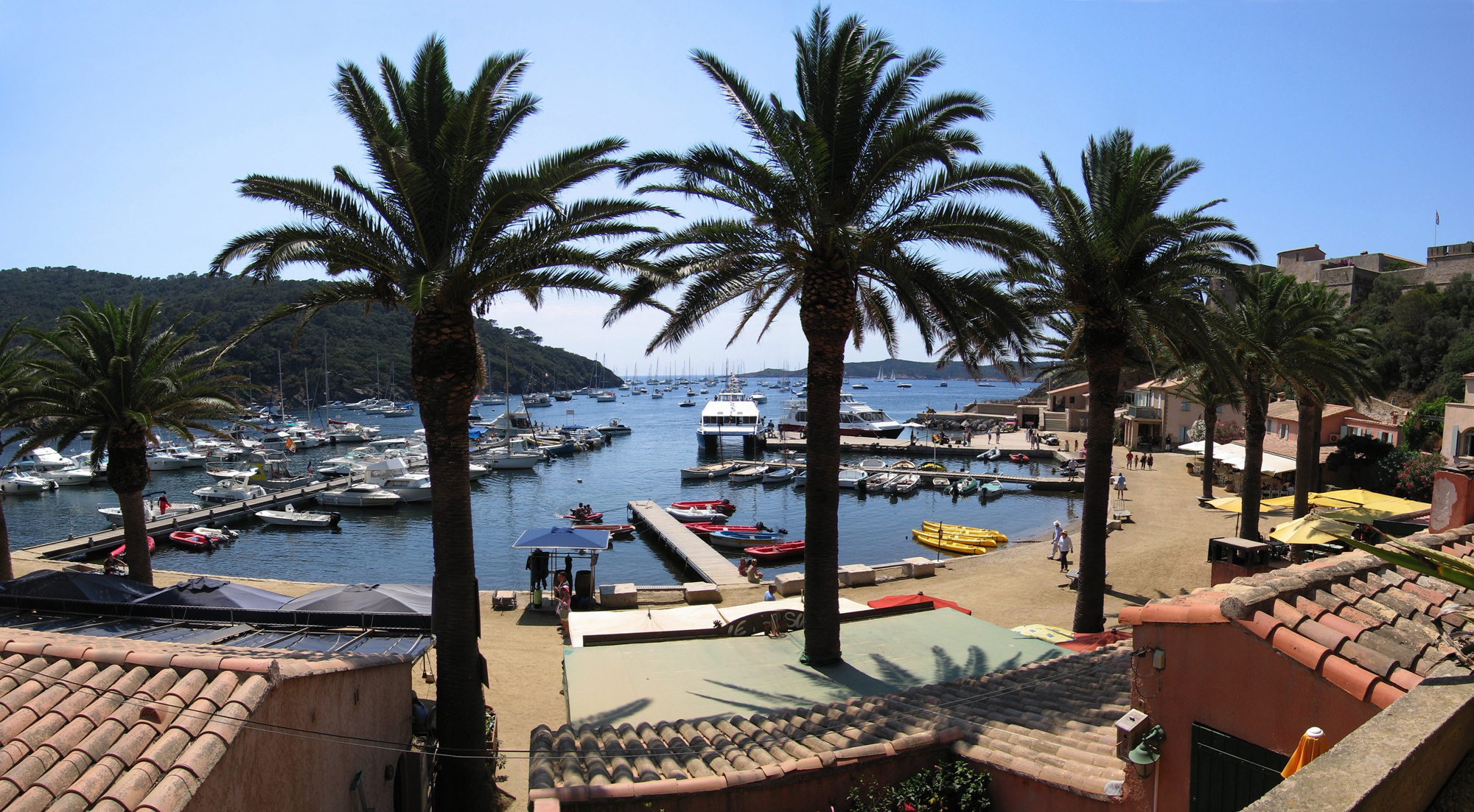
Le village et son port.

Quelques maisons de pêcheurs, une petite église, un château garnissent le pourtour de la baie que domine le fort de l'Éminence. Port-Cros est plus escarpée que ses voisines.
- La Vigie est un ancien sémaphore, on y accède par l'ancienne « route stratégique ». Elle offre un panorama sur l'île, l'archipel, la côte, du cap Sicié au cap Camarat, et les Maures
- Le vallon de la Solitude est un lieu sombre où se trouve un petit barrage
- Le manoir d'Hélène a reçu son nom en souvenir de l'héroïne du roman d’Eugène-Melchior de Vogüé, Jean d’Agrève, dont Port-Cros est le cadre.
- Le fort de Port-Man offre une vue sur l'île du Levant, la côte et les Maures. En 2003 le photographe Yann Arthus-Bertrand a signé un bail emphytéotique avec le parc national concernant ce fort qu'il fait restaurer[3].
- Le fort du Moulin surplombe le port.
- Le fort de l'Éminence
- Le fortin de la Vigie
- Le fort de l'Estissac

### Faune et flore
Le conservatoire du littoral a acquis, de 1999 à 2006, deux vallons sur la partie est de l'île, donnant accès aux baies de La Palud et de Port-Man.
L'avifaune comporte quelques espèces rares et nicheuses comme le goéland leucophée (nicheur dont la population n'est plus du tout en voie d'extinction), l'aigle botté (migrateur rare), le faucon pèlerin, le puffin cendré et le puffin de Méditerranée. De nombreux oiseaux migrateurs séjournent au printemps et à l'automne.

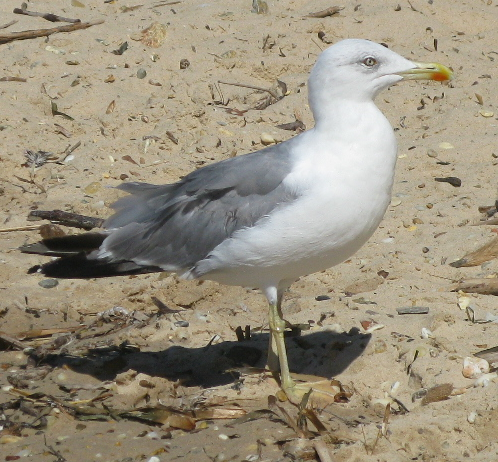
Goéland leucophée.
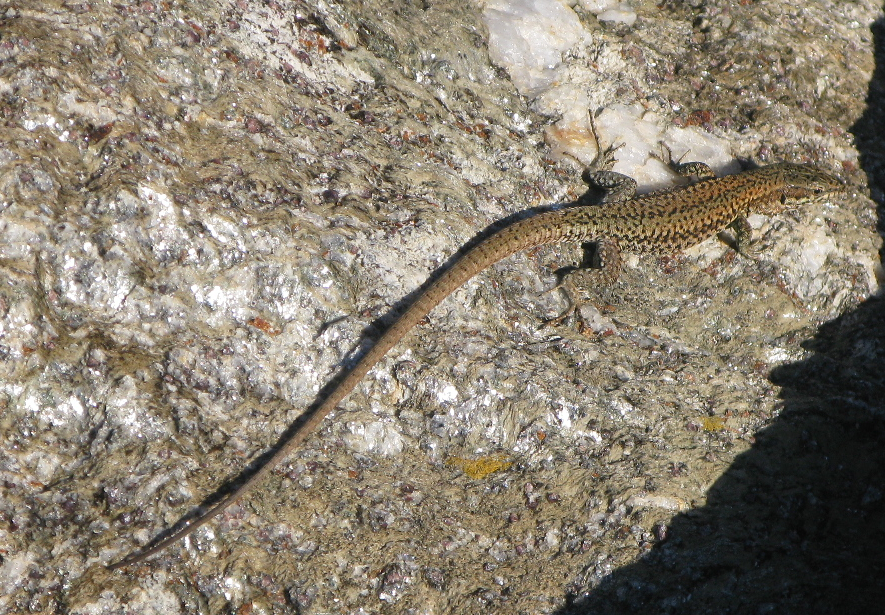
Lézard des murailles à Port-Cros.

La faune terrestre comporte quelques particularités comme le discoglosse sarde (amphibien) et le phyllodactyle d'Europe (petit gecko endémique de Port-Cros, de Corse et de Sardaigne).
Les populations d'invertébrés sont également très riches en diversité d'espèces, ainsi que celles de chiroptères, avec 13 espèces contactées.
Depuis que - sur décision du parc national - les chats harets (Felis sylvestris catus) qui séjournaient sur l'île ont été attrapés et expédiés, la population de rats noirs (Rattus rattus) est fortement en hausse, à un point que les bateaux plaisanciers sont prévenus de ne pas laisser trainer de la nourriture ou de l'eau fraiche à bord quand le bateau est à quai, puisque les rats n'hésitent pas à monter à bord par les cordages.
La forêt littorale méditerranéenne est préservée comme le pin d'Alep dont le peuplement vieillissant laisse peu à peu place au chêne vert. Quelques espèces rares y sont protégées comme la barbe de Jupiter et le cataire, aussi appelé herbe-aux-chats. On y trouve aussi des essences du maquis comme l'arbousier et la bruyère arborescente.

## Administration
En application de l'article L.2122-18 du code général des collectivités territoriales : « Le maire est seul chargé de l'administration, mais il peut, sous sa surveillance et sa responsabilité, déléguer par arrêté une partie de ses fonctions à un ou plusieurs de ses adjoints et à des membres du conseil municipal. »
L'adjoint spécial de la ville d'Hyères actuellement en charge pour l’Île de Port-Cros, est William Seemuller, après démission de Philippe Anger en 2022.

## Histoire

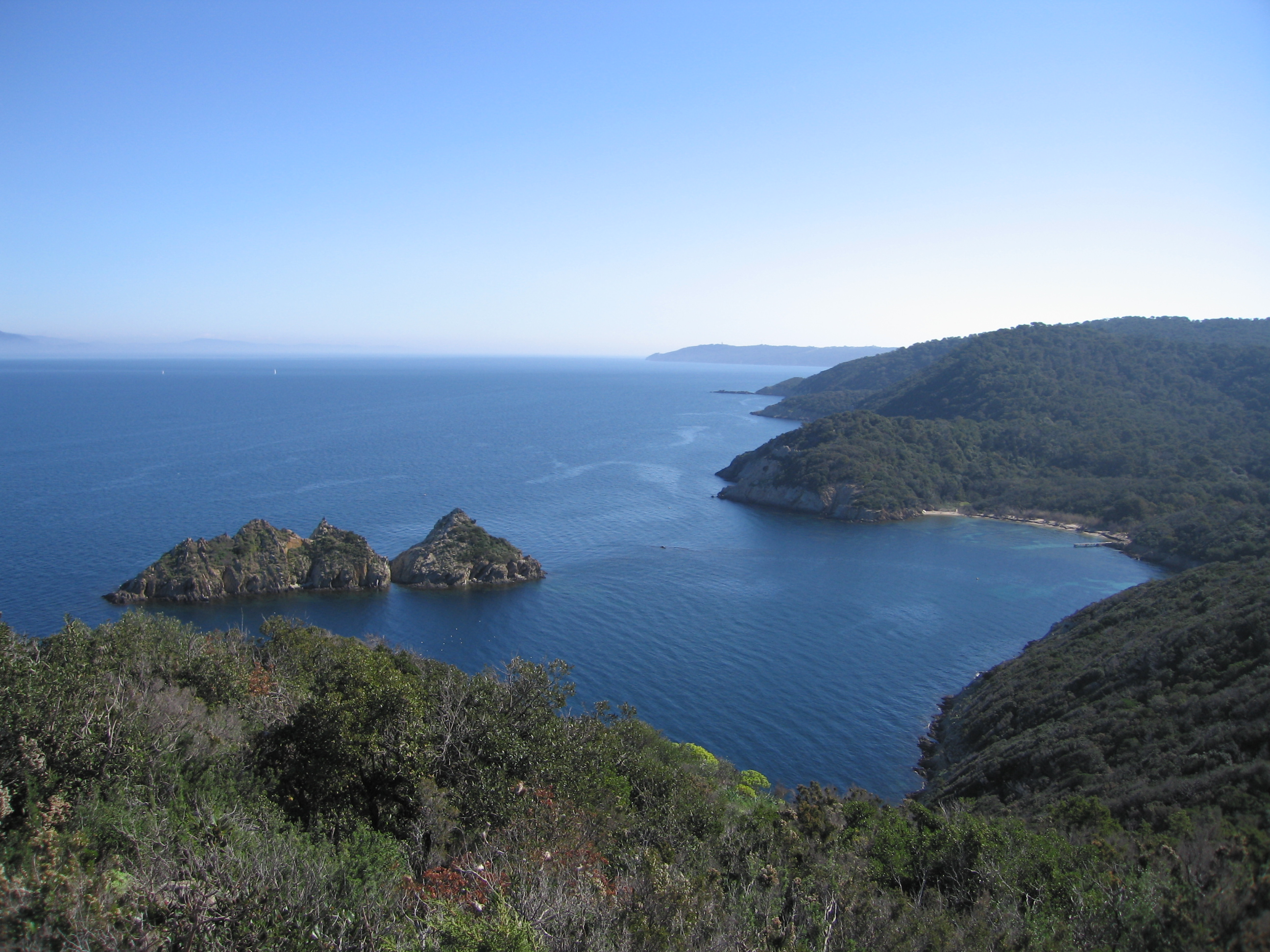
Plage de la Palud et rocher du Rascas.

Port-Cros, qui fut la Messé (île du Milieu) des Grecs, en l'archipel des Stœchades (« alignées », en grec), doit son nom actuel à la forme en creux de son port. Des traces d'habitat romain à Port-Cros, dans l'anse de Port-Man et dans l'anse de la Palud, sont attestées par la présence de tombes, de canalisations et d'une monnaie d'or romaine. Au Ve siècle, le monastère de Lérins avait une importante succursale sur l'île du Levant, cet établissement possédait une annexe à Port-Cros dans le vallon de Notre-Dame. Ce monastère fut ruiné par les pirates barbaresques qui ravagèrent l'archipel du Xe au XVIe siècle.
En 1531, François Ier, lors d'une visite à Hyères, fut alerté par les habitants sur les risques que faisaient courir les pirates à cette portion de côte. Il érigea en marquisat les trois îles de Bagaud, de Port-Cros et du Levant et confia, le 13 février 1532, cette charge à Bertrand d'Ornezan avec obligation de construire et d'entretenir des fortifications.
En 1549, le marquisat est confié à Christophe de Rocquendorf. Pour attirer des colons un droit d'asile pour les condamnés de droit commun est institué sur l'île qui fut rapidement envahie par des individus dont le comportement causa plus de troubles que les pirates qu'ils étaient censés combattre.
En 1617, les forts censés défendre Port-Cros n'étaient toujours pas construits. La reprise en main eut lieu sous l'influence de Richelieu qui fit construire la tour de l'Éminence, le fort de l'Estissac et celui de Port-Man. Louis XIV lutta contre les actes de piraterie et de banditisme commis par les insulaires et par les corsaires avec sévérité mais il n'y eut jamais de garnison sérieuse installée à Port-Cros, ce qui permit aux Anglais de piller l'île en 1700 et de l'envahir en 1742 avant d'en être chassés par le comte de Maurepas.
Le dernier marquis de Port-Cros fut Louis de Colvet, beau-père de Mirabeau. Il vendit les trois îles à Jean Joseph Barthélémy Simon de Savornin en 1783. 
En 1793, les Anglais ruinèrent une nouvelle fois Port-Cros. Napoléon Ier s'intéressa à Port-Cros qu'il mentionne comme un mouillage d'importance stratégique. Il fit restaurer les défenses en 1811 et installa une garnison dans les forts de l'île. En 1812, elle comptait 1 000 à 2 000 hommes. Après la chute du Premier Empire, elle fut remplacée par une compagnie d'invalides.

Carte topographique de Port-Cros.

Bagaud est achetée par l'État en 1815. À cette époque, Port-Cros et le Levant appartiennent à M. Gazzino et Rolland de Marseille, qui établissent une fabrique de soude et de potasse à Port-Man, puis au comte de Retz. Ce dernier vend séparément les deux iles. Port-Cros (sauf les forts appartenant à l’État) change plusieurs fois de propriétaires qui tentent, sans succès durable, des essais de culture (on compte jusqu'à cinq fermes et des vignobles vers 1880) ou se contentent de louer la chasse de l'île, bien pourvue en faisans, perdrix et lapins.
En 1890, l'île, propriété de Ferdinand Noblet, est acquise par le marquis de Beauregard, académicien, qui l'échange contre le château de La Motte (aujourd'hui château Reinach) à La Motte-Servolex en Savoie. Albert Costa de Beauregard s'installe au Manoir et invite ses amis à venir chasser et écrire : tel Eugène-Melchior de Vogüé, également académicien, dont le roman Jean d’Agrève, publié en 1897, qui a l'île comme sujet principal connaît un très grand succès. Mort en 1909, le marquis de Beauregard avait signé un bail de 16 ans avec promesse de vente à un médecin lyonnais, Francisque Crotte, qui eut pour projet de vendre l’île à un syndicat américain qui l’aurait transformé en station hivernale de luxe. Cette promesse de vente était, pour le marquis, l'expression de sa reconnaissance envers le chirurgien, qui avait sauvé sa fille malade du cœur.
En 1919, le Dr Crotte décède, et s'ensuivent des années de procès pour savoir à qui reviendra le droit de propriété de l'île. En effet, l'option de la promesse de vente du marquis Costa de Beauregard n'avait pas été levée par le Dr Crotte. Or, Marcel Henry, figure de confiance pour la désormais veuve, Blanche Crotte, lui avait promis, en sa qualité de notaire, de l’aider quant à la succession de la promesse de vente dans le patrimoine de celle-ci. Mais il s’en fut autrement : B. Crotte avait confié un blanc-seing à Marcel Henry, qui s’octroya par l'occasion, la cession, pour son propre compte, à la fois du bail, mais aussi la promesse de vente. L’affaire est portée devant la Justice, puisque Blanche Crotte contestait la régularité de la cession. Si le Tribunal de Toulon donna raison à Marcel Henry en premier ressort, la Cour d’appel d’Aix-en-Provence n’en fît pas de même. En effet, elle déclara la cession de la promesse et du bail irrégulières,,,,,,. Marcel Henry se pourvoit en cassation, contre l’arrêt de la Cour d’Appel. L’affaire est définitivement tranchée le 24 octobre 1933 : la Cour de cassation rejette le pourvoi du demandeur,,. Et pourtant, le petit-neveu de Mme Henry, Pierre Buffet, n'hésitera pas à affirmer que « Les Henry et les Buffet n’ont jamais voulu la posséder égoïstement, mais en ouvrir les merveilles à leurs contemporains et en assurer la transmission intacte aux générations futures. ». Justification d'un passé pour le moins malhonnête, ou simple naïveté, on accordera néanmoins aux Henry la conservation de l'île dans son état quasi-sauvage. Parallèlement, les enfants du premier lit de M. Crotte revendiquaient le titre de propriété de l’île, et demandaient la déchéance des droits de Mme veuve Crotte. Finalement, le droit de propriété sera autant reconnu aux enfants qu’à Blanche Crotte, en tant que propriétaires indivisaires.
En 1937, après quinze ans de procès, l'île est mise aux enchères. Les Henry, ne disposant pas des sommes nécessaires, proposent à Madame Paule Desmarais, héritière des pétroles Desmarais frères et fidèle cliente de l'Hostellerie Provençale, d'acheter l'île aux enchères contre le promoteur qui vient de lotir le domaine du cap Bénat (lequel fait monter les enchères à 5,1 millions de francs). Le 7 juillet, Madame Paule Desmarais devient propriétaire et la beauté naturelle de Port Cros est sauvée. En 1963, André Malraux, ami des Henry, fait classer l'île en parc national qui bénéficiera des donations de Marceline Henry, puis des héritiers de Madame Paule Desmarais.
C'est Marceline Henry (1884-1966) qui est le « personnage central de la miraculeuse préservation de l'île de Port-Cros au XXe siècle. », selon les mots de son petit-neveu. Elle débarque à Port-Cros en 1918 avec son amant Jean Picart, sous-préfet à Orange, poète sous le nom de Claude Balyne, atteint de tuberculose et venu chercher la guérison dans l'île. Totalement séduite par le lieu, Marceline (qui se fait appeler Mme Balyne par les 35 habitants de l’île) écrit en 1921 à son mari Marcel Henry, notaire à Avignon, de venir les rejoindre. Ce dernier vend tous ses biens, et vient vivre à Port-Cros. Balyne meurt en 1930. Les Henry transforment l'ancienne auberge Pascal en un établissement pourvu de tout le confort moderne, l'Hostellerie Provençale, louent le fort du Moulin et font classer Port-Cros parmi les sites « de caractère artistique » par le Ministère des Beaux-Arts. En parallèle, Jean Paulhan, directeur-rédacteur en chef de la NRF (la célèbre revue littéraire de Gallimard) loue le fort de la Vigie (au nom de la NRF) pour y accueillir de nombreux écrivains en résidence comme André Malraux, André Gide, Saint-John Perse, Paul Valéry ou Jules Supervielle qui fait du Fort du Moulin sa demeure familiale. Certains écrivains même, tels  Henry Bordeaux avec La Fée de Port-Cros (1924)  ou Jeanne Sandelion avec L'Âge où l'on croit aux îles (1930), préfacée par son ami Henry de Montherlant, font de l'île le sujet de leur roman. Des savants comme Charles Richet et des hommes politiques comme Aristide Briand ou Edvard Beneš qui y rédige une partie de ses Mémoires.
Le 15 août 1944, dès le premier jour du débarquement de Provence, Port-Cros est le théâtre de combat entre la garnison allemande (150 hommes) et le commando américano-canadien de la First Special Service Force qui met deux jours pour s'emparer de l'île.
Mme Henry, décédée en 1966, a fait don de l'île à l'État, à l'exception de l'hôtel (Le Manoir), dont hérita son petit-neveu, Pierre Buffet. En 1963, est créé le parc national de Port-Cros.

## Personnalités liées à l'île
- Janine Seemuller[24]
- Jean Paulhan

## Le parc national de Port-Cros
L'île de Port-Cros correspond au cœur du parc national de Port-Cros, un établissement public à caractère administratif, placé sous l'autorité du ministère de l'Écologie. Il vise à protéger le patrimoine naturel de l'île et du périmètre marin situé autour d'elle.

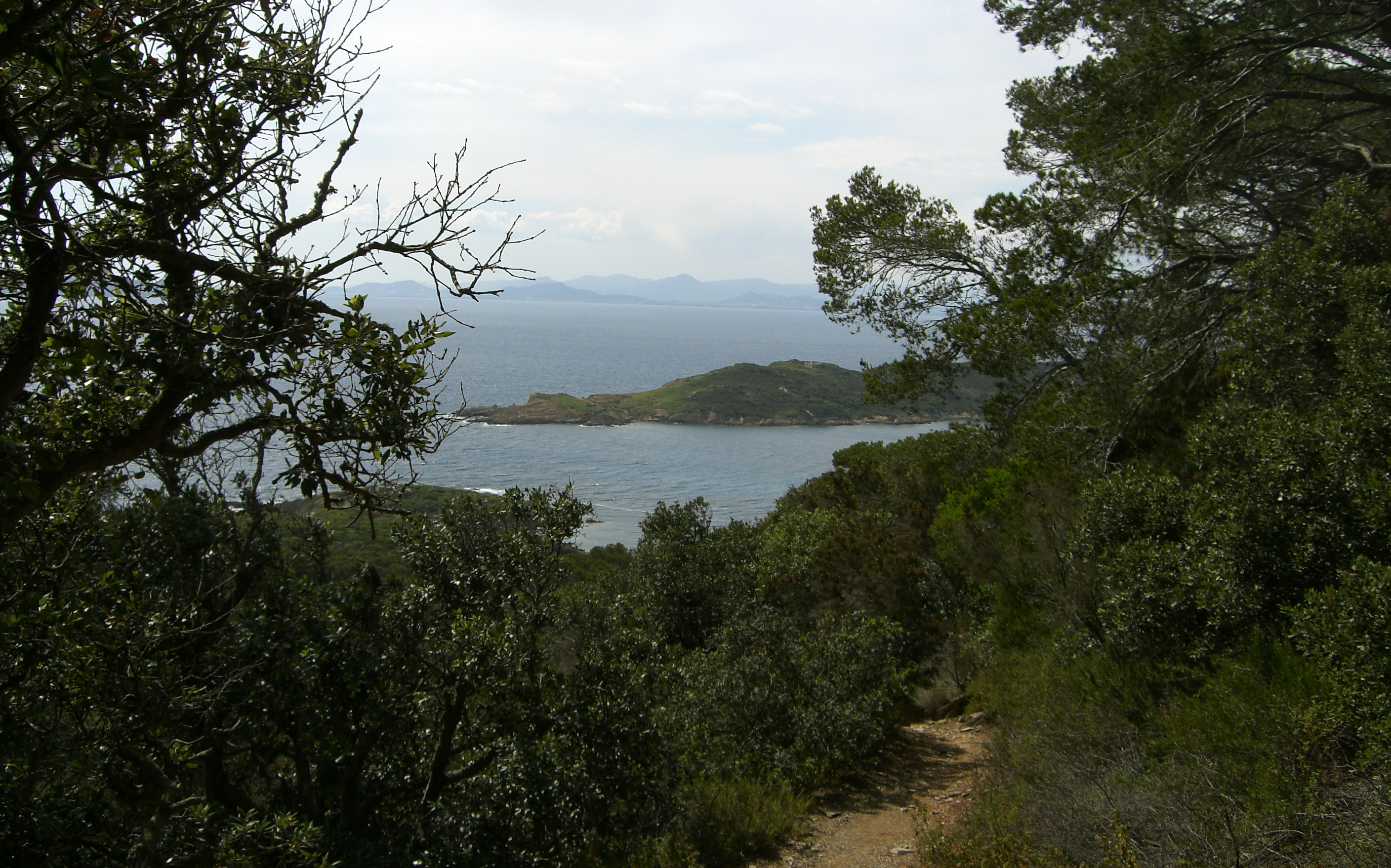
Port-Cros, vue panoramique vers Porquerolles.
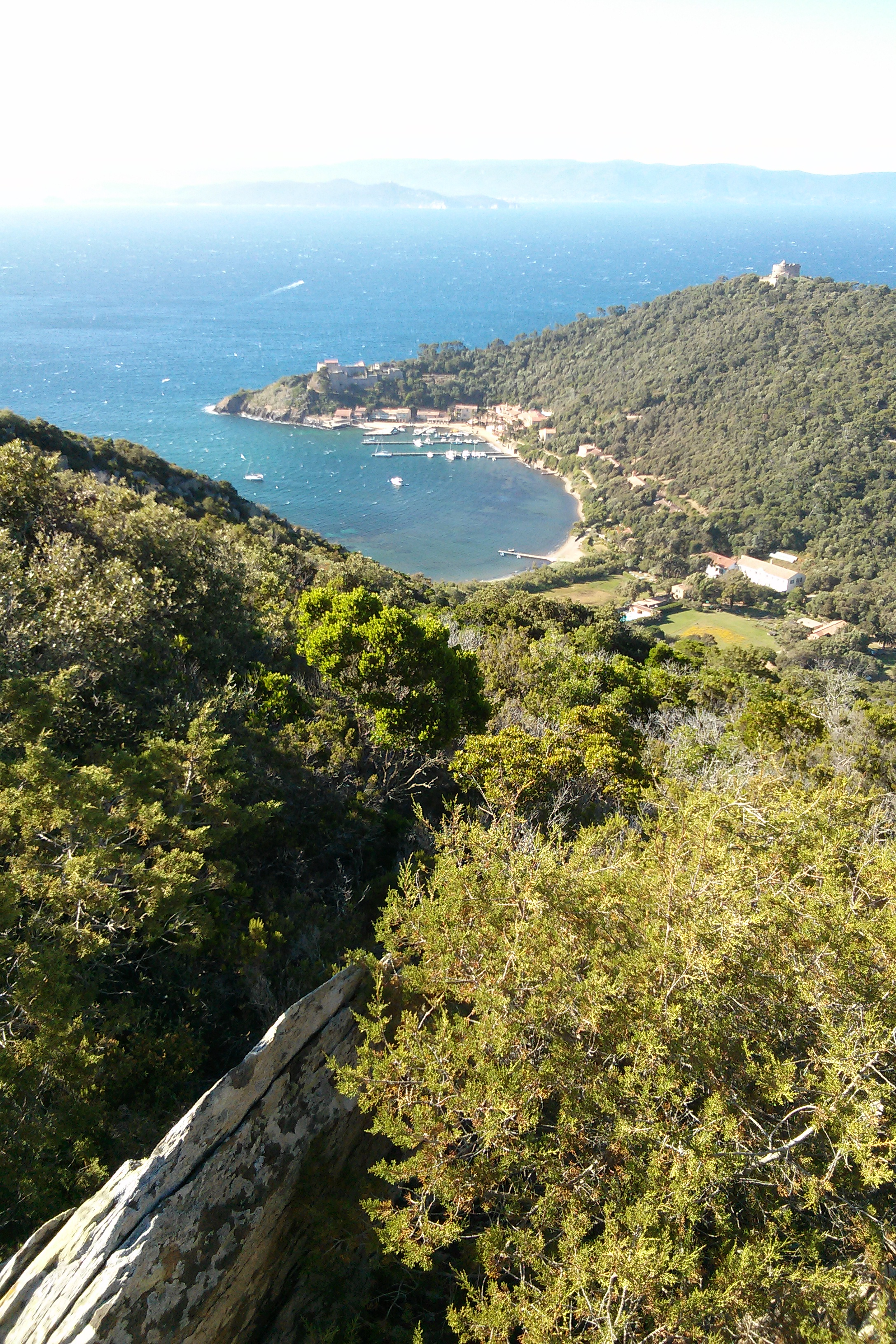
Port-Cros, vue depuis le mont Vinaigre.

## Galerie

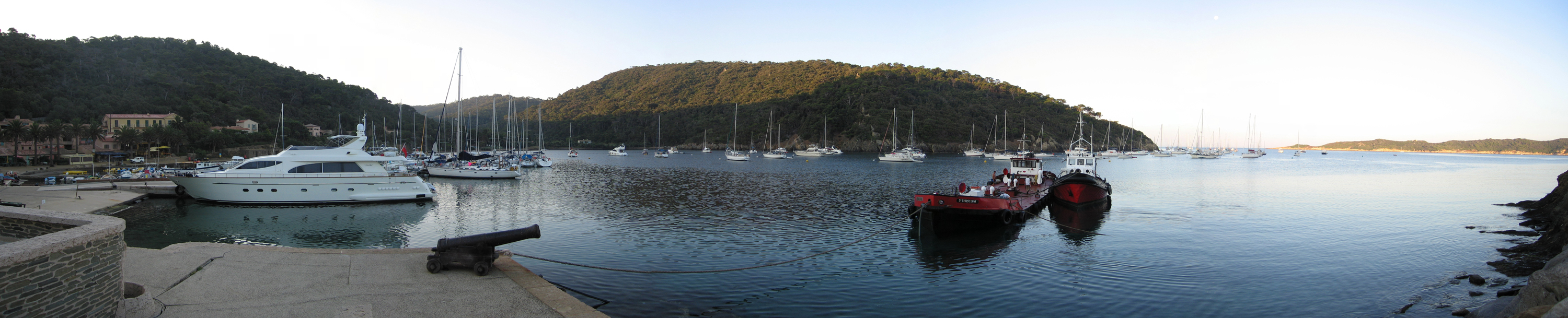
Port de Port-Cros, le matin.
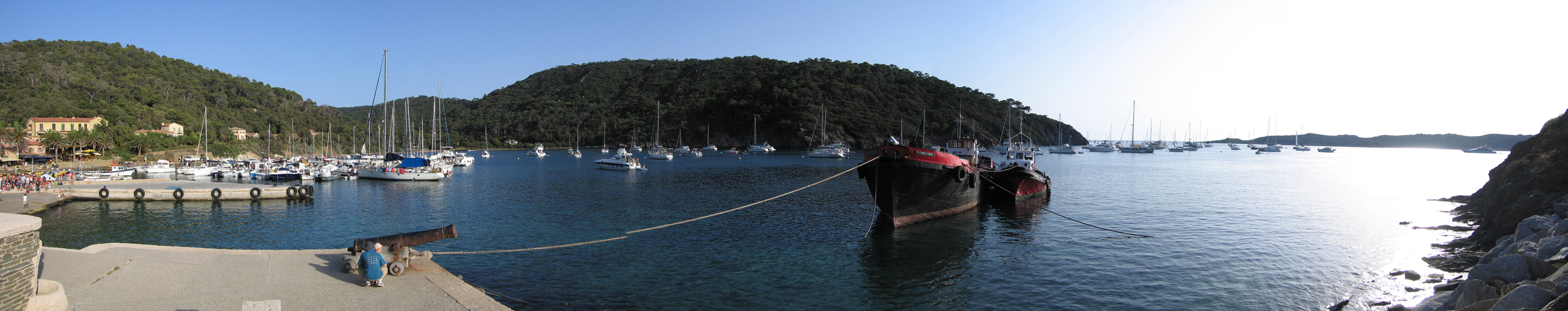
Port de Port-Cros, le soir.